# Algorytm maszerujących sześcianów

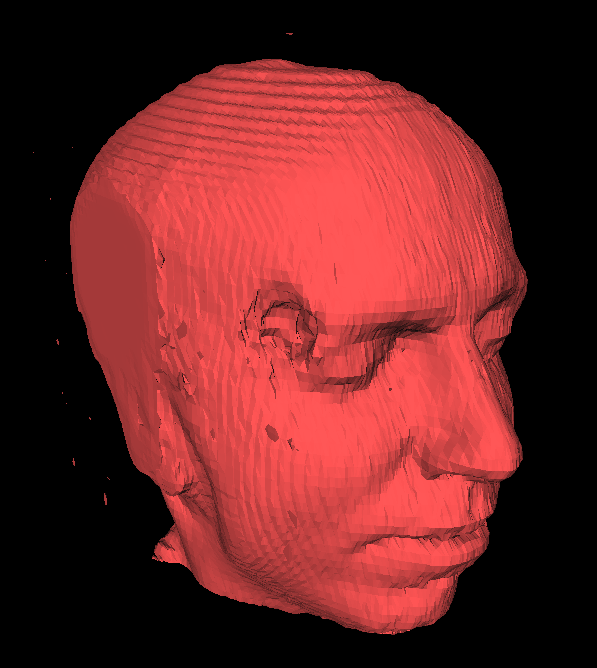
Powierzchnia głowy odtworzona algorytmem marching-cubes ze 150 obrazów z rezonansu magnetycznego (około 150 tys. trójkątów)

Algorytm maszerujących sześcianów (ang. Marching cubes algorithm) – algorytm z dziedziny grafiki komputerowej, który dla zadanego przestrzennego pola skalarnego tworzy siatkę wielokątów przybliżającą powierzchnię ekwipotencjalną o wybranej wartości granicznej potencjału. Analogiczny algorytm na płaszczyźnie nosi nazwę marching squares algorithm (z ang. algorytm maszerujących kwadratów).
Algorytm został opracowany przez Williama E. Lorensena i Harvey E. Cline, a jego opis opublikowano w 1987 roku, w artykule pt. „Marching Cubes: A high resolution 3D surface construction algorithm”.
Jednym z zastosowań tej metody jest przestrzenna wizualizacja danych medycznych na podstawie szeregu dwuwymiarowych obrazów przekroju ciała pacjenta (patrz ilustracja). Natomiast w programach graficznych używana jest do wizualizacji tzw. metaballs, tj. obrazów pól skalarnych, w których źródłami pola są punkty, odcinki lub płaszczyzny rozmieszczane przez grafika.

## Algorytm

Przybliżenia powierzchni wielokątami dla 15 kanonicznych orientacji sześcianu

Przestrzeń dzielona jest na regularną siatkę sześcianów; od gęstości podziału zależy dokładność zrekonstruowanego obrazu oraz czas potrzebny na wykonanie algorytmu, a tym samym czas otrzymania gotowego obrazu trójwymiarowego.
Pojedynczy krok algorytmu rozpatruje jeden wirtualny sześcian. W każdym jego wierzchołku wyznaczana jest wartość pola skalarnego i porównywana z wartością graniczną – istotna jest tutaj wyłącznie relacja liczb, tj. większy lub mniejszy. Istnieje zatem 256 orientacji sześcianu względem powierzchni, jednak z nich można wyróżnić 15 kanonicznych orientacji (patrz ilustracja), które powtarzają się jako odbicia symetryczne.
Jeśli wszystkie wartości są mniejsze od wartości granicznej, taki sześcian nie formuje żadnego wielokąta. W przeciwnym razie na krawędziach przecinających powierzchnię wyznacza się (zwykle metodą interpolacji liniowej) wierzchołki wielokąta.

## Efektywność
Ze względu na fakt współdzielenia wierzchołków i krawędzi przez sąsiednie sześciany, część obliczeń nie musi być powtarzana. Ponadto można zastosować technikę śledzenia powierzchni (ang. surface tracking). W praktyce okazuje się, że zwykle niewielka część sześcianów może formować wielokąty, dlatego po znalezieniu takiego, który nie jest pusty, testuje się tylko sąsiednie sześciany, które potencjalnie również nie będą puste.